# 小行星3018
小行星3018（3018 Godiva）是一颗绕太阳运转的小行星，为主小行星带小行星。该小行星于1982年5月21日发现。
該小行星以中世紀盎格魯-薩克遜貴族戈黛娃夫人命名。

## 轨道参数
小行星3018的轨道半长轴为2.3681704 UA，离心率为0.186。